# Эмилиано-Сапата (Агуаскальентес)
Эмилиано-Сапата (исп. Emiliano Zapata) — небольшой город в центральной части Мексики, на территории штата Агуаскальентес. Входит в состав муниципалитета Пабельон-де-Артеага.

## Географическое положение
Эмилиано-Сапата расположен на севере центральной части штата, на правом берегу реки Арройо-лос-Чилерос, на расстоянии приблизительно 18 километров к северу от города Агуаскальентес. Абсолютная высота — 1886 метров над уровнем моря.

## Население
Согласно данным, полученным в ходе проведения официальной переписи 2005 года, в городе проживало 2851 человек (1391 мужчина и 1460 женщин). Насчитывалось 590 домов. По возрастному диапазону население распределилось следующим образом: 47,7 % — жители младше 18 лет, 45,8 % — между 18 и 59 годами и 6,5 % — в возрасте 60 лет и старше. Уровень грамотности среди жителей старше 15 лет составлял 96,6 %.
По данным переписи 2010 года, численность населения Эмилиано-Сапаты составляла 2995 человек. Динамика численности населения города по годам:
| 2000 | 2005 | 2010 |
| ---- | ---- | ---- |
| 2509 | 2851 | 2995 |